# باتريك رامزي
باتريك رامزي (بالإنجليزية: Patrick Ramsey)‏ هو لاعب كرة قدم أمريكية أمريكي، ولد في 14 فبراير 1979 في روستون في الولايات المتحدة.

## وصلات خارجية
- باتريك رامزي على موقع مرجع كرة القدم المحترفة.كوم (الإنجليزية)